# オール・ブルース (GRPオールスター・ビッグ・バンドのアルバム)
『オール・ブルース』（All Blues）は、GRPオールスター・ビッグ・バンドが1994年に録音・1995年に発表したスタジオ・アルバム。

## 背景
ライブ・アルバムも含めれば通算3作目のアルバムに当たり、当初はホレス・シルヴァー作品集とする案もあったが、最終的にはシルヴァーの曲は2曲のみ取り上げられ、全体的にブルース色を強調した内容となった。本作ではチック・コリア、ラムゼイ・ルイス、マイケル・ブレッカー、B.B.キングがGRPオールスター・ビッグ・バンドに初参加し、キングはスケジュールの都合により、リハーサルには参加せず1月9日のセッション本番のみ参加した。

## 評価
第38回グラミー賞では、最優秀ラージ・ジャズ・アンサンブル・パフォーマンス賞を受賞した。
スコット・ヤナウはオールミュージックにおいて5点満点中2点を付け「マイケル・アベネ、トム・スコット、デイヴ・グルーシン、ボブ・ミンツァー、ラッセル・フェランテによるアレンジは、"Misterioso"において予想外の瞬間が時々あるのを除けば、驚くべきものではなく、さらにソロ演奏も無駄に長い」と評している。一方、Zan Stewartは1995年1月15日付の『ロサンゼルス・タイムズ』紙のレビューで4点満点中3点を付け「ジャズ初心者にとっては、ビッグバンド形式のジャズへの良き入り口であり、時には熱狂的なマニアの興味を引く場面もある」と評している。

## 収録曲
1. クッキン・アット・ザ・コンティネンタル - "Cookin' at the Continental" (Horace Silver) - 5:42
  - ソロ:アルトゥーロ・サンドヴァル（トランペット）、トム・スコット（テナー・サクソフォーン）
2. ストーミー・マンデイ・ブルース - "Stormy Monday Blues" (Aaron Walker) - 5:18
  - ソロ:B.B.キング（ボーカル、ギター）、ジョージ・ボハノン（トロンボーン）
3. オール・ブルース - "All Blues" (Miles Davis) - 7:38
  - ソロ:デイヴ・グルーシン（ピアノ）、ランディ・ブレッカー（トランペット）、ジョン・パティトゥッチ（ベース）
4. バークス・ワークス - "Birks Works" (Louie Bellson, Oscar Brown, Roy Eldridge, Herb Ellis, Dizzy Gillespie, James Harris, Flip Phillips, Oscar Peterson) - 6:03
  - ソロ:エリック・マリエンサル（アルト・サクソフォーン）、チャック・フィンドレー（トランペット）、デイヴ・グルーシン（ピアノ）
5. グッドバイ・ポーク・パイ・ハット - "Goodbye Pork Pie Hat" (Charles Mingus) - 5:22
  - ソロ:ジョージ・ボハノン（トロンボーン）、アーニー・ワッツ（テナー・サクソフォーン）、ラッセル・フェランテ（ピアノ）
6. セニョール・ブルース - "Señor Blues" (H. Silver) - 6:18
  - ソロ:ネルソン・ランジェル（フルート）、ラムゼイ・ルイス（ピアノ）、アルトゥーロ・サンドヴァル（トランペット）
7. ブルー・マイルス - "Blue Miles" (Chick Corea) - 5:34
  - ソロ:チック・コリア（ピアノ）、マイケル・ブレッカー（テナー・サクソフォーン）
8. ミステリオーソ/バルー・ボリヴァー・バルーズ・アー - "Mysterioso/Ba-Lue Bolivar Ba-Lues-Are" (Thelonious Monk) - 8:13
  - ソロ:チック・コリア（ピアノ）、マイケル・ブレッカー（テナー・サクソフォーン）
9. サム・アザー・ブルース - "Some Other Blues" (John Coltrane) - 3:47
  - ソロ:チャック・フィンドレー（トランペット）、ボブ・ミンツァー（テナー・サクソフォーン）、ラッセル・フェランテ（ピアノ）
10. アーント・ヘイガーズ・ブルース - "Aunt Hagar's Blues" (W. C. Handy) - 7:23
  - ソロ:ラムゼイ・ルイス（ピアノ）、ランディ・ブレッカー（トランペット）

アレンジはマイケル・アベネ(#1, #8, #10)トム・スコット(#2, #9)、デイヴ・グルーシン(#3, #6)、ボブ・ミンツァー(#4, #5)、ラッセル・フェランテ(#7)による。

## 参加ミュージシャン
各曲のソロイストに関しては上記「収録曲」参照。
- トム・スコット - ソプラノ・サクソフォーン、テナー・サクソフォーン、バリトン・サクソフォーン
- ネルソン・ランジェル - ソプラノ・サクソフォーン、アルト・サクソフォーン、フルート
- エリック・マリエンサル - ソプラノ・サクソフォーン、アルト・サクソフォーン
- ボブ・ミンツァー - ソプラノ・サクソフォーン、テナー・サクソフォーン、バスクラリネット
- アーニー・ワッツ - ソプラノ・サクソフォーン、テナー・サクソフォーン
- マイケル・ブレッカー - テナー・サクソフォーン(on #7, #8)
- アルトゥーロ・サンドヴァル、ランディ・ブレッカー、チャック・フィンドレー - トランペット、フリューゲルホルン
- ジョージ・ボハノン - トロンボーン
- ラッセル・フェランテ - ピアノ(on #1, #5, #9)、ハモンドオルガン(on #2)
- ラムゼイ・ルイス - ピアノ(on #2, #6, #10)
- デイヴ・グルーシン - ピアノ(on #3, #4)
- チック・コリア - ピアノ(on #7, #8)
- ジョン・パティトゥッチ - エレクトリックベース(on #2)、ダブル・ベース
- デイヴ・ウェックル - ドラムス
- B.B.キング - ボーカル、ギター(on #2)